# Руське Пестово
Руське Пестово (рос. Русское Пестово) — присілок в Пестовському районі Новгородської області Російської Федерації.
Населення становить 372 особи. Входить до складу муніципального утворення Пестовське сільське поселення.

## Історія
Від 2004 року входить до складу муніципального утворення Пестовське сільське поселення

## Населення
| 2010 |
| ---- |
| 372  |